# Duquesne (Pensilvânia)
Duquesne é uma cidade localizada no estado norte-americano da Pensilvânia, no Condado de Allegheny.

## Demografia
Segundo o censo norte-americano de 2000, a sua população era de 7332 habitantes.
Em 2006, foi estimada uma população de 6778, um decréscimo de 554 (-7.6%).

## Geografia
De acordo com o United States Census Bureau tem uma área de 5,3 km², dos quais 4,7 km² cobertos por terra e 0,6 km² cobertos por água.

## Localidades na vizinhança
O diagrama seguinte representa as localidades num raio de 4 km ao redor de Duquesne.